# Диджей Антоан
Антоан Конрад, по-известен като Диджей Антоан (DJ Antoine), е швейцарски DJ и продуцент на хаус и транс.
Успехът му идва през 2000 с излизането на албума „Houseworks 01“, след което има издадени 5 други албума. Последният му от 2005 се казва „The Black Album“ и достига до номер 1 в швейцарските класации. Има продадени над 430 хиляди диска, аз 12 от неговите албуми и сингли са Златни.
Има и успехи в класациите за сингли с парчето от 2005 „All We Need“.
Доказателство за международния успех на DJ Antoine е триумфът му на наградите за денс музика на Ericsson през 2001, след което става търсен за участия в цяла Европа.
Заедно с DJ Фабио Антониали (негов приятел) са ремиксирали песни на много изпълнители като Mary J. Blige, Пъф Деди, P. Diddy, Роджър Санчес, ATB, Роберто Бланко, Дайвид Хаселхоф и др.